# Bibliothèque municipale de Belgrade
La bibliothèque municipale de Belgrade ou bibliothèque de la ville de Belgrade (en serbe cyrillique : Библиотека града Београда ; en serbe latin : Biblioteka grada Beograda ; en abrégé : BGB) est située à Belgrade, la capitale de la Serbie. Elle a été créée le 11 janvier 1931 et dispose aujourd'hui de plusieurs antennes et annexes ouvertes dans la ville intra muros et dans les municipalités de sa zone métropolitaine, appelée ville de Belgrade.

## Bibliothèque centrale

### Architecture

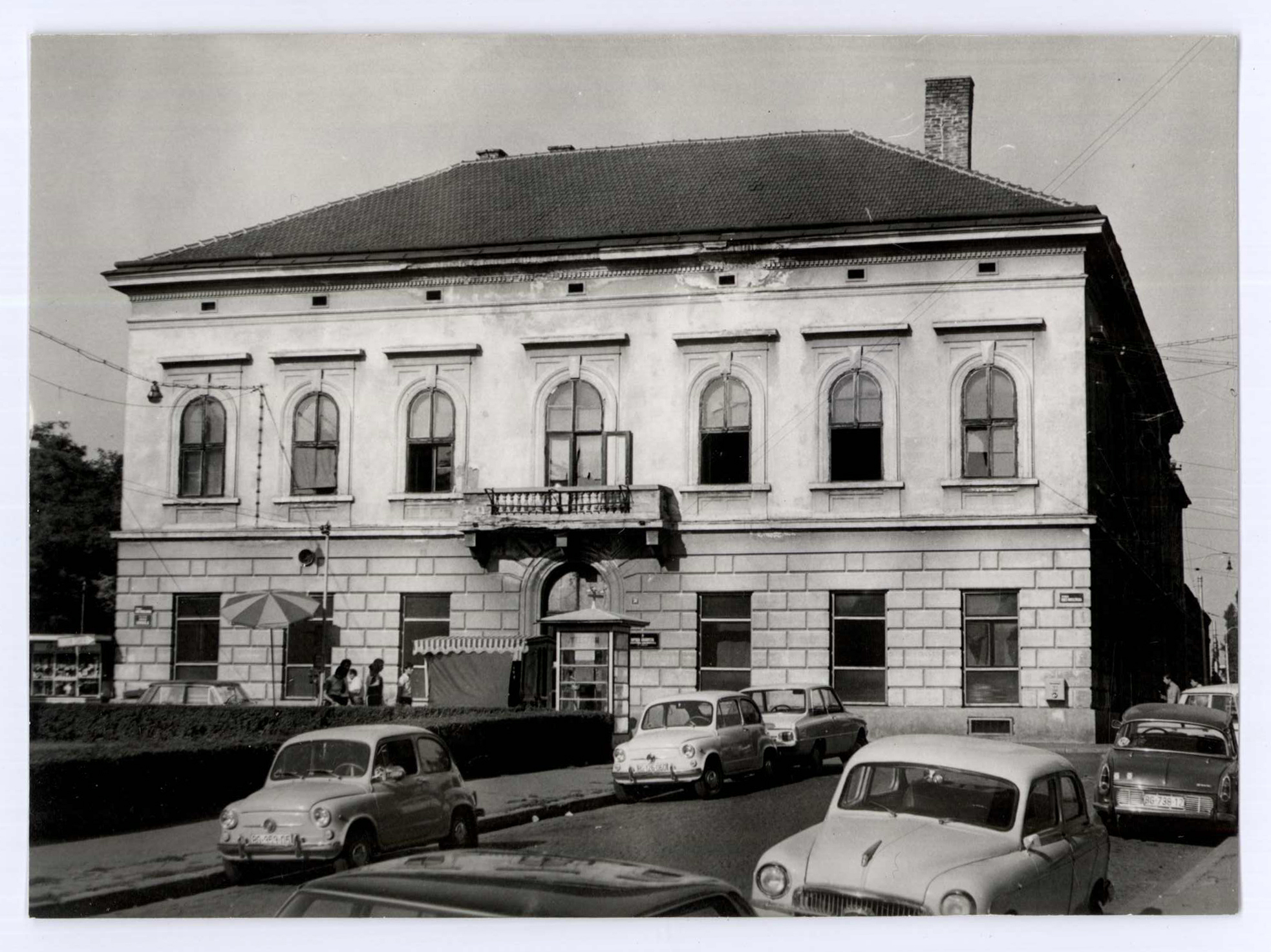
L'ancien hôtel Sprska kruna

Le bâtiment de la bibliothèque centrale est situé dans la municipalité de Stari grad, 56 rue Knez Mihailova, l'une des rues les plus célèbres de la capitale serbe, aujourd'hui inscrite sur la liste des entités spatiales historico-culturelles d'importance exceptionnelle de la république de Serbie. L'actuelle bibliothèque est installée dans les locaux de l'ancien hôtel Sprska kruna, construit en 1869 dans un style mêlant l'académisme et le style néoromantique, rappelant par sa structure les auberges anciennes de Serbie ; en raison de sa valeur architecturale, l'édifice figure sur la liste des monuments culturels protégés de Serbie et sur celle des biens culturels de la ville de Belgrade.
L'architecte qui a conçu et dessiné le bâtiment est inconnu.

### Salle romaine
Lors de travaux de rénovation réalisés dans les années 1980, les vestiges de l'ancien castrum romain de Belgrade ont été mis au jour, remontant à une période allant du IIe au IVe siècle. La « salle romaine » présente une collection de sculptures, de stèles et d'autels de cette époque. La bibliothèque y organise aussi des manifestations culturelles.

### Salle de Vuk
La « salle de Vuk » doit son nom à Vuk Stefanović Karadžić (1787-1864), le grand réformateur de la langue serbe. Elle est dotée d'une petite galerie de peintures dans laquelle figure un portrait du linguiste réalisé par Beta Vukanović. La bibliothèque y organise des conférences, des séminaires et des présentations de livres.

### Galerie Atrijum
La galerie Atrijum a ouvert ses portes en 1987. On y organise notamment des expositions. Parmi les artistes dont on a présenté les œuvres figurent Milan Konjović (1898-1993), Olja Ivanjicki, Vasa Pomorišac, Jugoslav Vlahović, Milan Stašević, Slobodan Sotirov, Cvetko Lainović, Petar Omčikus (né en 1926), Ljuba Popović, Milorad Bata Mihailović (1923-2011), Radomir Reljić, Milan Cile Marinković ou encore Vladimir Veličković (né en 1935). Au centre de la galerie se trouve la Mosaïque de Prizren, réalisée par Aleksandar Tomašević (1921-1968).

## Organisation

### Départements
La bibliothèque municipale de Belgrade est constituée des départements et services suivants :
- le département des prêts, 56 rue Knez Mihailova[9] ;
- le département des arts, 56 rue Knez Mihailova[10] ;
- le département des achats et des dons, 56 rue Knez Mihailova[11] ;
- le département de traitement et de recherche bibliographique, 56 rue Knez Mihailova[12] ;
- le département du développement des activités de la bibliothèque, 56 rue Knez Mihailova[13] ;
- le service des publications[14] ;
- le département de marketing 56 rue Knez Mihailova[15] ;
- le département des livres anciens et rares sur l'histoire locale de Belgrade, 1 rue Zmaj Jovina[16] ;
- le département des enfants, abrité par deux bibliothèques : la bibliothèque Čika Jova Zmaj, 7 rue Hilandarska, et la bibliothèque Neven, dans la Maison des syndicats (Dom sindikata[17] ;
- le département des périodiques, 19 Studentski trg[18].

### Antennes
En plus de la bibliothèque centrale, la bibliothèque municipale gère 13 antennes dans les municipalités de la ville de Belgrade gérant elles-mêmes des annexes, le tout s'étendant sur 13 000 m2, répartis dans 78 bâtiments :
- la bibliothèque Jovan Dučić à Barajevo ;
- la bibliothèque Dositej Obradović de Voždovac ;
- la bibliothèque Petar Kočić de Vračar ;
- la bibliothèque Ilija Garašanin à Grocka ;
- la bibliothèque Vuk Karadžić de Zvezdara ;
- la bibliothèque Sveti Sava de Zemun ;
- la bibliothèque Despot Stefan Lazarević à Mladenovac ;
- la bibliothèque Vuk Karadžić de Novi Beograd ;
- la bibliothèque Miodrag Bulatović de Rakovica ;
- la bibliothèque Isidora Sekulić de Savski venac ;
- la bibliothèque Milovan Vidaković à Sopot ;
- la bibliothèque Đorđe Jovanović de Stari grad ;
- la bibliothèque Laza Kostić de Čukarica.

## Fonds
La bibliothèque municipale de Belgrade, avec ses antennes et ses annexes, dispose d'un fonds de prêt d'environ 2 millions d'unités, ce qui en fait la plus grande bibliothèque de prêt de Serbie.